# Gastoniella
Gastoniella,  rod papratnica iz porodice bujadovki (Pteridaceae). Postoje tri vrste, dvije iz Amerike i jedna sa otoka Ascension
Rod je opisan 2016.

## Vrste
1. Gastoniella ascensionis (Hook.) Li Bing Zhang & Liang Zhang
2. Gastoniella chaerophylla (Desv.) Li Bing Zhang & Liang Zhang
3. Gastoniella novogaliciana (Mickel) Li Bing Zhang & Liang Zhang